# Scharmer Ae

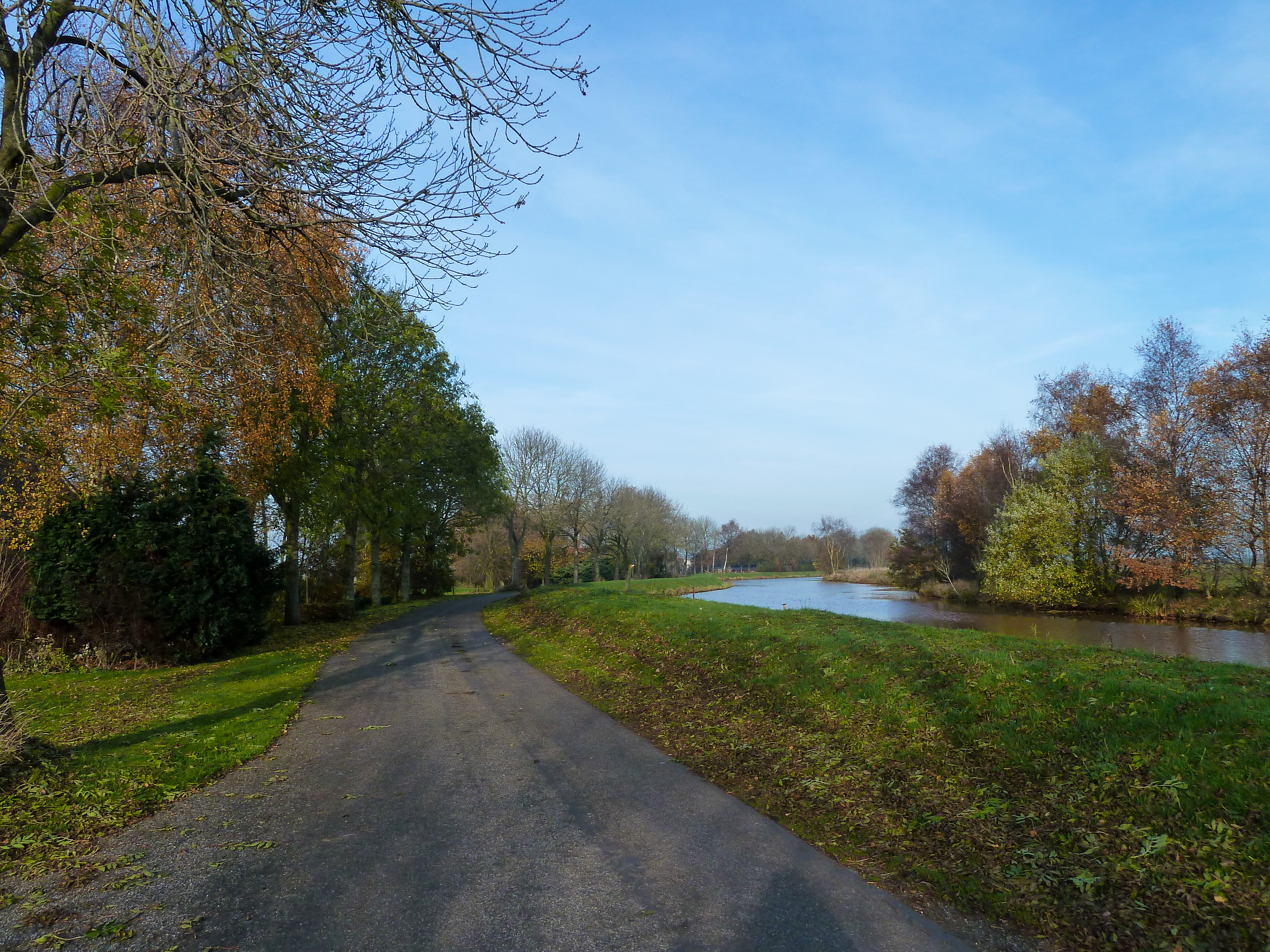
De Scharmer Ae ten noorden van Woudbloem in de richting van Schaaphok

De Scharmer Ae, vroeger ook Scharmer Æ of Ee, Gronings Schaarmer IJ, is een voormalig veenriviertje en een afwateringskanaal in de provincie Groningen. Het was de hoofdwatergang van het Scharmerzijlvest en een van de bronrivieren van de Fivel.
De Scharmer Ae ontsprong oorspronkelijk in de omgeving van het Foxholstermeer en liep - parallel aan de Slochter Ae - noordwaarts in de richting van het Damsterdiep. De bovenloop is vrijwel verdwenen, dan wel opgegaan in het natuurgebied Uiterdijken. In 1972 is de Scharmer Ae ruim 100 m ten zuiden van Woudbloem afgedamd, waar het nieuwe Gemaal Woudbloem werd gebouwd. Dit ter vervanging van dertien kleinere gemalen en poldermolens. Van hieruit wordt het water van de Scharmer en Slochter Ae naar het noorden afgevoerd. Beide riviertjes lopen van daaruit in de richting van het Slochterdiep bij Schaaphok, waar ze uitmonden in het Afwateringskanaal van Duurswold. Hier nemen ze ook het water van de Woltersumer Ae op, die oorspronkelijk de voortzetting van de Slochter Ae vormde. Hierin monden weer de Blokkumersloot en de Smerige Ae uit, die het Lageland ontwateren. Ook de verbinding met de streek rond het Foxholstermeer moet al vroegtijdig zijn afgebroken door de aanleg van de Borgwal, die de lager gelegen streken beschermde tegen het Drentse rivierwater en het water uit de hoge venen.
Het tracé ten zuiden van Woudbloem is tegenwoordig onderdeel van Slochter Ae, die hier tevens in verbinding staat met de Brookerswijk (die tegenwoordig ontspringt in de Scharmer plas) en de Groote Wijk (vroeger Molensloot genoemd).

## Ontstaan
De Scharmer Ae was oorspronkelijk een zijtak van de Slochter Ae. Vermoedelijk omdat eerder ontgonnen landerijen van Slochteren last hadden van het veenwater uit Scharmer, werd omstreeks de 1200 een nieuwe benedenloop gegraven die parallel liep aan de Slochter Ae. Deze nieuwe waterloop stroomde via de Smerige Ae (vroeger Smeerige Ae) door het Westermeer naar het Lustigemaar (sinds de bouw van de Blokumer watermolen in 1813 doorgaans Molensloot genoemd). Mogelijk werd de waterloop tot aan Woltersum aanvankelijk als Hoijkinghe maer, Hoykema maer, Hoeycke maer of Heyke maer betiteld.
Voorbij Blokum verenigde de Smerige Ae zich met de Kleisloot, waar hij ook wel Oldediepke werd genoemd. De verdere loop is hier rond 1870 afgebroken door de aanleg van het Eemskanaal.
De voortzetting van het Lustigemaar stroomde mogelijk eerder in de richting van het Winsumerzijl, maar dit was een omslachtige route die tot wateroverlast elders leidde. Dat gold ook voor een alternatief tracé via het Maarvliet. Daarom werd de afwatering al in de loop van de 13e eeuw verlegd naar het (latere) Damsterdiep, die zich bij Ten Post verenigde met de Slochter Ae. Die stroomde op zijn beurt via een sluis bij Muda in de benedenloop van het Damsterdiep. De abt van het klooster Germania te Thesinge, later die Ten Boer, bleef echter de leiding houden van het Scharmerzijlvest, hoewel deze kloosters niet in het gebied zelf waren gelegen. Dat was waarschijnlijk aan de herinnering aan een eerdere situatie, toen het gebied van Scharmer nog via Ten Boer naar het westen uitwaterde. 
Sinds in 1659 het Slochterdiep werd gegraven, monden de Slochter, Scharmer Ae en Woltersumer Ae in dit kanaal uit, dat weer een directe verbinding met het Damsterdiep had; het tracé van de Scharmer Ae ten noorden van het Slochterdiep kwam te vervallen. Op zijn beurt waterde de Smeerige Ae voortaan direct in de Woltersumer Ae uit; de voortzetting van de Smeerige Ae in de richting van de Kleisloot viel droog. Om te zorgen dat de waterloop niet verlandde, werd de Slochter Ae ter hoogte van Woudbloem omgeleid naar de Scharmer Ae. 